# Lyckebergs sjukhem
Lyckebergs sjukhem is een plaats in de gemeente Eksjö in het landschap Småland en de provincie Jönköpings län in Zweden. De plaats heeft 172 inwoners (2000) en een oppervlakte van 10 hectare.